# Distretto di Mazabuka
Il distretto di Mazabuka è un distretto dello Zambia, parte della Provincia Meridionale.
Il distretto comprende 22 ward:
- Chitete
- Chivuna
- Chizobo
- Itebe
- Kalama
- Kasengo
- Konkola
- Lubombo
- Mabwe Atuba
- Malala
- Mazabuka Central
- Munenga
- Munjile
- Musaya
- Musuma
- Mwanachingwala
- Nakambala
- Namalundu
- Nansenga
- Nega Nega
- Ngwezi
- Upper Kaleya